# Pieter Retief

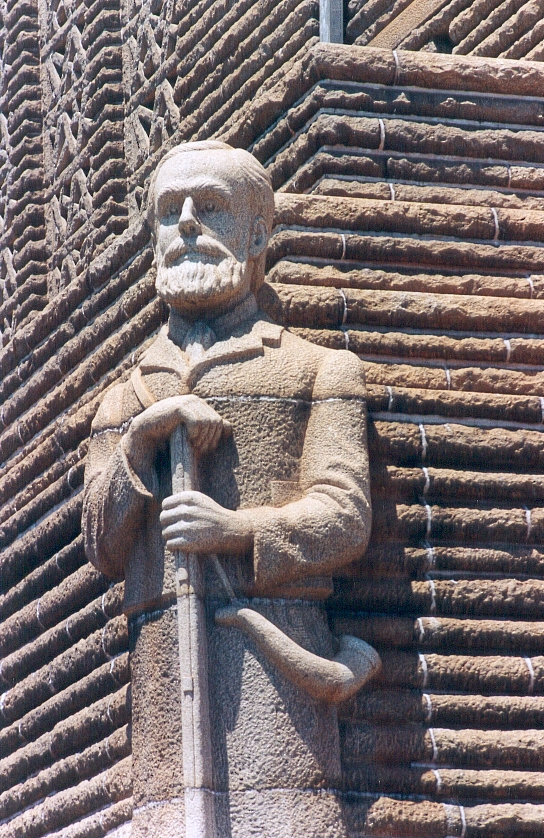
Pieter Retief na pomniku upamiętniającym uczestników wielkiego treku w Pretorii

Pieter Mauritz Retief znany jako Piet Retief (ur. 12 listopada 1780 w pobliżu Wellington, zm. 6 lub 8 lutego 1838 w Natalu) – burski polityk i wojskowy, jeden z przywódców wielkiego treku.

## Życiorys

### Pochodzenie i młodość
Pieter Retief urodził się 12 listopada 1780 w Wagenmakersvallei w Kolonii Przylądkowej, współcześnie znanym jako Wellington. Obszar ten wówczas wciąż jeszcze pozostawał pod zarządem Holenderskiej Kompanii Wschodnioindyjskiej (Vereenigde Oostindische Compagnie, VOC). W 1795 znalazł się natomiast pod kontrolą brytyjską, początkowo tymczasowo, później zaś na stałe.
Retief był piątym z dziesięciorga dzieci Jacobusa Retiefa i Debory Joubert. Pochodził z zamożnej, trudniącej się winiarstwem rodziny, korzenie mającej w Prowansji. Jego pradziadek, François Retif był jednym z francuskich hugenotów, który uciekł z Francji przed prześladowaniami religijnymi po wydaniu edyktu z Fontainebleau w 1685. Poszukując dla siebie swobody wyznania przybył na południowy kraniec kontynentu afrykańskiego. Według niektórych źródeł stało się to w 1688. Inne z kolei wskazują na 1689. Rodzina szybko zasymilowała się, przyjęła tym samym niderlandzki zapis nazwiska oraz zaczęła używać niderlandzkiego jako swego głównego, wreszcie zaś w ogóle ojczystego języka. Pieter dorastał zatem w dobrze zintegrowanym z niderlandzkojęzyczną społecznością otoczeniu. Otrzymał solidne wykształcenie. Do 27. roku życia mieszkał i pracował na rodzinnej farmie. Od 1811 stale przebywał na pograniczu (od 1814 w Grahamstown). Pełnił funkcję veldkorneta. Było to istotne stanowisko w życiu społeczno-politycznym dziewiętnastowiecznego południa Afryki, dające piastującemu je człowiekowi szeroki zakres uprawnień natury administracyjnej, wojskowej czy też sądowniczej.

### Działalność gospodarcza oraz służba wojskowa
Retief był uczestnikiem tak zwanych wojen granicznych z Xhosa. Odegrał znaczącą rolę zwłaszcza w szóstym z kolei konflikcie tego rodzaju, toczonym między 1834 a 1836. Zajmował się działalnością gospodarczą, angażując się w różnorodne przedsięwzięcia. Posiadał młyn, parał się handlem zbożem, prowadził piekarnię oraz uzyskał pozwolenie na sprzedaż alkoholu. Nie przyniosły mu one jednak spodziewanych zysków, w czerwcu 1836 musiał ogłosić bankructwo. Stopniowo narastała w nim frustracja oraz rozczarowanie brytyjskimi rządami w Kolonii Przylądkowej. Podczas jednej z wojen stracił całe bydło, był również niechętny wprowadzanemu przez władze kolonialne równouprawnieniu Koloredów. Wymienione czynniki wpłynęły na podjęcie przez niego decyzji o emigracji, choć początkowo był sceptycznie nastawiony do tej idei. Ów ruch migracyjny, którego szczyt przypadł na lata 1836-1838, stał się jednym z formacyjnych wydarzeń burskiej tożsamości narodowej. W historiografii znany jest jako wielki trek.

### Wielki trek. Początki migracji oraz tzw. Konstytucja Retiefa
Mimo że Retief relatywnie późno dołączył do wspomnianego ruchu migracyjnego szybko stał się jednym z najważniejszych przywódców wielkiego treku. Można go też uznać za jednego z ideologów tego kluczowego dla całej historii Południowej Afryki wydarzenia. 2 lutego 1837, na łamach Grahamston Journal, opublikował Manifesto of the Emigrant Farmers, manifest, w którym przedstawiał główne przyczyny treku. Wskazywał w nim na straty poniesione przez Burów podczas wcielania w życie ustawy znoszącej niewolnictwo w imperium brytyjskim z 1833, brak ochrony przed plemionami tubylczymi ze strony odpowiedzialnych za te kwestie urzędów i niekorzystną dla społeczności burskiej działalność europejskich misjonarzy, a także wyrażał sprzeciw wobec niewolnictwa. Podkreślał przy tym konieczność zachowania „właściwych stosunków między panem a służącym”. W literaturze zaznacza się, iż darzony był przez Burów znacznym szacunkiem oraz że wyróżniał się znaczną charyzmą. Z tego też powodu jego osobista decyzja o opuszczeniu Kolonii Przylądkowej wywarła znaczący wpływ na cały ruch migracyjny.
Ostatecznie w kwietniu 1837 Retief przybył, wraz z prowadzoną przez siebie około 400-osobową grupą, do zespołu obozowisk trekkerów wokół Thaba Nchu. Jego przyjazd był mocno wyczekiwany. Spodziewano się bowiem, że jako postać szeroko rozpoznawalna oraz ciesząca się dużą popularnością pogodzi skonfliktowane ze sobą stronnictwa. Jego dodatkowymi atutami miało być nieuwikłanie w powiązania klanowe oraz to, że nie zdążył wytworzyć skupionej wokół siebie sieci klientystycznej. Szybko włączył się w proces samoorganizacji politycznej migrantów. Został wybrany gubernatorem i głównodowodzącym kształtującej się społeczności. Jego pozycja w ramach systemu politycznego tzw. Zjednoczonych Taborów została prawnie usankcjonowana przez przyjęte 6 czerwca 1837 w Winburgu Dziewięć Artykułów. Dokument ten, określany także jako Konstytucja Retiefa zarysowywał ramy instytucjonalne organizmu państwowego tworzonego przez migrantów. Przyznawał każdemu Burowi obywatelstwo, ustanawiał wersję kalwinizmu wyznawaną przez Holenderski Kościół Reformowany (Nederduitsch Hervormde Kerk, NHK) jako religię państwową, wprost zabraniał niewolnictwa oraz wzywał do utrzymywania przyjaznych relacji z innymi państwami. W przypadku wątpliwości interpretacyjnych zalecał odwołanie się do prawa dawnej Republiki Batawskiej.

### Konflikty wewnętrzne oraz przybycie do Natalu
Rządy Retiefa w zasadzie od samego początku były naznaczone licznymi trudnościami. Musiał się zmierzyć z charakterystycznym dla burskiej kultury skrajnym indywidualizmem oraz znacznym rozproszeniem społeczności która złożyła władzę w jego ręce. Szybko też zaczęto podważać podstawy prawne, na których oparł się Retief. Wspomnianej wyżej konstytucji nie uznał Andries Hendrik Potgieter, który wraz ze swoimi zwolennikami udał się w 1838 na północ. Sprzeciwił jej się też Piet Uys. Skupiając w swoich rękach większość władzy, przejawiał skłonności dyktatorskie, co było powodem krytyki, między innymi ze strony początkowo popierającego go Gerrita Maritza. Opowiadał się za dalszą migracją w kierunku Natalu. Ostatecznie to właśnie ten region został wybrany przez większość trekerów.
Retief przybył do Natalu w październiku 1837 wraz z kilkunastoma ludźmi. 19 października 1837 udał się do obsadzonego przez Brytyjczyków Fortu Natal, zależało mu bowiem na utrzymaniu dobrych stosunków z Kapsztadem. Następnie skierował do władcy Zulusów Dingaana prośbę o zgodę na osiedlenie się voortrekkerów na jego ziemiach. Zuluski monarcha, świadomy zagrożenia, jakie mogliby dla jego władzy stanowić liczni, wyposażeni w broń palną osadnicy, oskarżył Burów o ataki na jego poddanych. Obciążył ich również odpowiedzialnością za kradzież należącego do niego bydła (najprawdopodobniej dokonał jej wódz BaTlokwa, Sikonyela). W końcu Dingaan zaproponował rozpoczęcie rozmów o przydziale ziemi Afrykanerom pod warunkiem odzyskania przez nich uprowadzonych zwierząt. Oddziały trekerskie realizując to życzenie, zmusiły Sikonyelę do oddania 700 sztuk bydła i przekazania kilkudziesięciu koni oraz strzelb. Mimo że zobowiązywała go do tego zawarta wcześniej umowa, Retief odmówił wydania Zulusom zdobytych koni, a także broni. Na przyjęcie wydane przez Dingaana przyjechał w asyście blisko 70 towarzyszy i 30 „giermków”. Najprawdopodobniej zawarł z nim wówczas porozumienie, w wyniku którego obszar między rzekami Tugela a Umzimvubu został przekazany Burom. Mimo spotkania Retief został zamordowany wraz z całą świtą przez ludzi gospodarza 6 lub 8 lutego 1838.

## Życie prywatne
W 1814 poślubił Magdalenę Johannę Greyling znaną jako Leni. W chwili wyjścia za mąż za Retiefa była ona wdową po jednym z uczestników walk z Xhosa z 1812. Doczekała się też już dziewięciorga dzieci. Ich związek, był zgodnie ze standardami epoki uznawany za dosyć późny. Okazał się niemniej szczęśliwy oraz harmonijny. Magdalena przeżyła małżonka o kilkanaście lat, zmarła bowiem w 1855.
Retiefowi udało się zbudować silną więź ze swymi pasierbami. Wszystkie pozostałe przy życiu dzieci żony, odpowiednio trzech synów oraz dwie córki, adoptował. Dodatkowo doczekał się z małżonką czworga własnych dzieci. Podobnie jak wielu innych przywódców wielkiego treku był wolnomularzem. Jego imię nosi loża numer 1501 w Vereeniging w prowincji Gauteng.

## Miejsce w kulturze
Pieter Retief zapisał się na trwale w burskiej czy też afrykanerskiej kulturze. Co jednak prawdopodobnie ważniejsze jego dokonania uwydatnione jeszcze przez gwałtowną i brutalną śmierć legły u podstaw mitu założycielskiego afrykanerskiego nacjonalizmu. Nie bez powodu zresztą znalazł się wśród postaci uwiecznionych na pomniku ku czci uczestników wielkiego treku w Pretorii.
Pamięć o Retiefie została też poniekąd wpisana w południowoafrykańską geografię. Na jego cześć nazwano miasto Pietermaritzburg. Nie jest to przy jedyne miejsce w Południowej Afryce upamiętniające burskiego przywódcę. Na jego pamiątkę nazwano miasto we współczesnej prowincji Mpumalanga. Założyli je burscy trekerzy w 1883. Jego afrykanerskie korzenie we współczesnej Południowej Afryce stanowią przedmiot kontrowersji, właśnie ze względu na powiązania z wcześniejszymi rządami białej mniejszości. W 2010 minister kultury i sztuki Lulama Xingwana ogłosiła, że miasto nazywać się będzie eMkhondo.
Nie da się też jednocześnie oddzielić relatywnie krótkiej kariery politycznej Retiefa od początków południowoafrykańskiego kina. Ta forma ekspresji artystycznej bowiem chętnie sięgała w początkowej fazie swego rozwoju w Południowej Afryce po motywy związane z wielkim trekiem. Co za tym idzie, w De Voortrekkers, filmie niemym z 1916 wyreżyserowanym przez Harolda M. Shawa w rolę Retiefa wcielił się Dick Cruikshanks. Obraz ten uznaje się za pierwszą produkcję w historii południowoafrykańskiego kina. W Die Bou van 'n Nasie z 1938 z kolei, wyreżyserowanym przez Josepha Albrechta filmie poświęconym historii Południowej Afryki od przybycia holenderskich kolonistów w 1652 aż do 1910 w rolę tego burskiego przywódcy wcielił się Myles Bourke.